# わざきた
わざきた（8月12日 - ）は日本のイラストレーター、原画家。

## 人物
大阪府出身。
都築和彦の画集でCGイラストに興味を持ち地元の芸大に入学。卒業後はCM制作会社に入りイラスト描きや3Dアニメーションの編集・デザインをしていたが会社の方針転換（仕事の受注が3Dメインになりイラストの仕事が取れなくなった）を機に退社、その後はフリーで雑誌イラストや成人向けPCゲームの原画などを手掛けている。
むっちりとした肉感溢れるタッチやパースを多用した大胆な構図、独特の色彩センスが持ち味。原画を担当した『灰被り姫の憂鬱』（MBS TRUTH）以降はいわゆる「ロリ系」に画風が傾倒している。
長らく大阪在住で仕事をしていたが、2004年ごろに東京近郊へ転居した。
同人サークル『チェシャ猫の館』を主宰。但し2004年以降の同サークルでの活動は無く、最近の同人活動はもっぱら知人が主宰するサークル『麦ちょこ倶楽部』（わざきた自身も立ち上げに参加）へのゲスト寄稿が主となっている。
ペンネームの由来は本名姓の逆読み。

## 仕事履歴

### アダルトゲーム原画

#### 商業メーカー作品
- MBS truth

灰被り姫の憂鬱（2001年）
WW&F 大正帝都伝奇譚（2004年）
- インターハート

淫靡の魔刻外伝（2003年）
肉体金融道（2005年）
- わるきゅ～れ

レイプ!レイプ!レイプ!（2006年）
プリンセスナイト☆カチュア　～堕ちた竜騎姫～（2007年）
プレイ!プレイ!プレイ!（2010年）
プレイ!プレイ!プレイ! 惨（2013年）
プレイ!プレイ!プレイ! 屍（2015年）
プレイ!プレイ!プレイ! GO!（2018年）
- Ark

青春18ラヂオ（2002年）
- 七味とうがらし団

虐撮（2000年）

#### 同人作品
- 麦ちょこ倶楽部

しょくしゅま～じゃん（2003年）　※一部キャラクターデザインおよび原画を担当

### イラスト
- コミックコミュニケーション（関西で開かれる同人誌即売会。2007年6月までに11回が開催）

オフィシャルロゴのデザイン、パンフレット表紙、イベント告知ポスターを担当。
2000年の第1回より参加し、以降の同イベントの大半のメインイラストを担当。但し（転居時期と重なったと思われる）第7回、第8回は不参加、代理として別のイラストレーターが担当した。
- エンターブレイン

マジキュー（イラスト）
TECH GIAN（ブロック崩し原画）
- 角川書店

角川スニーカー文庫『そんびnaランデ☆ヴー』（原作：浜崎達也）（挿絵）
- スクウェア・エニックス

悠久の車輪（カードイラスト2点）
- 秀和システム

『SAI＋Photoshopお絵描き上達技法』（共著）
- GSIクレオス ホビー部 VANCE PROJECT

シュレディンガーの猫耳少女（BOXアート、冊子イラスト／物語：上江洲誠）
- ホビージャパン

HJ文庫『シュレディンガーの猫耳少女』（原作：村田治）（挿絵）
- テレビアニメ『史上最強の弟子ケンイチ 闇の襲撃』（第5話エンドカード）

- その他、同人系書店・通販ショップのノベルティイラスト、アンソロジー本イラスト等多数。

### 同人誌
- はじめての重力
- TeNe